# جهنم سبز
جهنم سبز فیلمی به کارگردانی اسماعیل براری و نویسندگی ناصر شاملو ساختهٔ سال ۱۳۷۴ است.

## خلاصۀ داستان
حیدری که شکاربان سالخورده منطقه جنگلی حفاظت شده است در یکی از گشت‌های خود به تعدادی از شکارچی‌های غیر مجاز برمی‌خورد و قصد مقابله با آن‌ها را دارد که به قتل می‌رسد. الیاس شکاربان جوان که داماد حیدری نیز هست نگران غیبت حیدری می‌شود و به همراه همسرش تلاش می‌کنند تا او را بیابند، در این جستجو الیاس به سرنخ‌هایی دست می‌یابد که نشان می‌دهد آقای زندی که خود را مأمور قانون می‌داند و ظاهراً کارگاه چوب‌بری دارد مسئول هدایت قاچاقچیان حیوانات جنگلی است. الیاس که به دنبال شکارچیان متخلف و قاتلان حیدری است به مخفیگاه آن ها راه پیدا می‌کند اما آنان او را مجروح و همسرش را گروگان می‌گیرند. الیاس با دنبال کردن آن‌ها در جنگل همسرش را نجات می‌دهد و قاچاقچیان را به سزای اعمالشان می‌رساند.

## بازیگران
- جعفر دهقان
- کامران باختر
- رضا صفایی‌پور
- ولی‌الله مؤمنی
- میرمحمد تجدد
- فیروز
- محمد ابهری
- لیلا بوشهری
- آرش تاج تهرانی
- علی جاویدفر
- محمد حسن‌خانی
- هوشنگ نوری
- امیر حسنی
- غلامعلی رضایی
- طاهره پویا